# Коцебу, Александр Евстафиевич
Алекса́ндр Евста́фиевич Коцебу́ (нем. Alexander Friedrich Wilhelm Franz von Kotzebue; 28 мая (9 июня) 1815, Кёнигсберг — 12 (24) августа 1889, Мюнхен) — русский живописец-баталист немецкого происхождения. Автор картин из истории Семилетней войны, Суворовских походов, Северной войны и других кампаний.

## Биография
Родился 28 мая 1815 в Кёнигсберге. Один из многих сыновей драматурга Августа фон Коцебу, убитого в 1819 году немецким студентом за свои симпатии к России. После смерти отца семья перебралась в Санкт-Петербург, где через некоторое время Александр был отдан на воспитание в петербургский Второй кадетский корпус, откуда был выпущен в Литовский лейб-гвардии полк.
Будучи офицером лейб-гвардейского Литовского полка стал посещать классы батальной живописи Императорской Академии художеств (1837), где он проучился до 1844 года, работая под руководством профессора Зауэрвейда. В течение учёбы неоднократно награждался Академией художеств: малая серебряная медаль (1839), большая серебряная (1840) за картину «Сражение при Ливенберге», малую золотую (1843) за программу «Сражение при Кулевчи», большая золотая медаль (1844) за картину «Взятие Варшавы».
Последняя награда давала право на командировку за границу, но воспользоваться им Коцебу удалось не сразу. На талант Александра Коцебу обратил внимание император Николай Павлович, заказав ему несколько картин. Художник написал в этот период картины «Взятие крепости Шлиссельбурга в 1702 году», «Взятие Нарвы в 1704 году» и другие. Картина «Взятие Нарвы» вызвала всеобщее восхищение, и император Николай Павлович заказал полотно баталии Петра I с Карлом XII.
Только закончив эту картину, Коцебу смог поехать за казённый счёт в заграничное путешествие и был отправлен за границу пенсионером на 6 лет. Возвратился (1849—1850) и получил разрешение вновь отправиться за границу для написания картин из эпохи Семилетней войны и Суворовского похода. Посетив мастерские лучших художников Франции и Италии, Коцебу поселился в Мюнхене, где занялся выполнением нового заказа императора Николая Павловича, здесь были написаны «Цорндорф», «Куннерсдорф», «Русские в Берлине», «Взятие Кольберга», «Битва при Гросс-Егерсдорфе». По исполнении эти картины были помещены в четвертую и пятую комнаты военной живописи в Зимнем дворце.
В 1850 году Александр Коцебу подал прошение о вступлении в Санкт-Петербургскую академию художеств и просил освободить его от исполнения обязательной программы. Совет Академии одобрил принятие Коцебу академиком без исполнения программы:
«По рапорту пансионера Академии, отставного подпоручика Коцебу (№ 1109), определено: по известным трудам пансионера Коцебу по живописи баталической, которыми давно уже доказаны его дарования и достоинства сочинения и исполнения, признать его без программы академиком и представить о сем на утверждение Общего собрания Академии, которое будет в сентябре текущего года».Выписка из журнала Совета Академии от 23 августа 1850 г.
Затем Коцебу приступил к исполнению нового заказа российского императора — написание серии картин, изображающих важнейшие события итальянского и швейцарского походов Александра Суворова. Выполняя эту работу, художник объездил Италию и Швейцарию, сделав массу эскизов местностей, где прошла с боями русская армия. За картины «Переход русских войск через Чортов мост в 1799 г.», «Битва при Нови» и «Сражение в Муттенской долине», Александр Коцебу получил звание профессора (1858). Картина Коцебу «Битва при Нарве» вызвала такое всеобщее восхищение, что император заказал ему полотно баталии Петра I с Карлом XII при Полтаве.
В 1862 году он написал полотно «Победа под Полтавой», которая впервые была представлена в 1864 г. на Всемирной выставке в Париже. В последующие годы Александр Евстафьевич продолжал трудиться в Мюнхене, создавая всё новые картины о важнейших событиях русской военной истории. Были написаны «Сражение русских со шведами при деревне Лесной 28 октября 1708 года» (1870), «Сдача Риги русским в 1710» (1870), «Авангардный бой при Карлсруэ» (1873-74) и другие.
Тяжелая болезнь застала Коцебу во время работы над полотном «Взятие Шипки» — завершить задуманное художнику не удалось.
Скончался в Мюнхене 24 (12 по ст.ст) августа 1889 года. Большинство произведений Александра Коцебу находятся сейчас в Эрмитаже и в Русском Музее.

## Брак и дети
Был женат на Шарлотте Эмилии Иоганне фон Крузенштерн (1824-1903), от которой имел троих детей: 
- Фридрих (1846-1858),
- Ольга (1855-1858)
- Вильгельм Иоганн Адольф  (1864-1952), художник .

## Картины

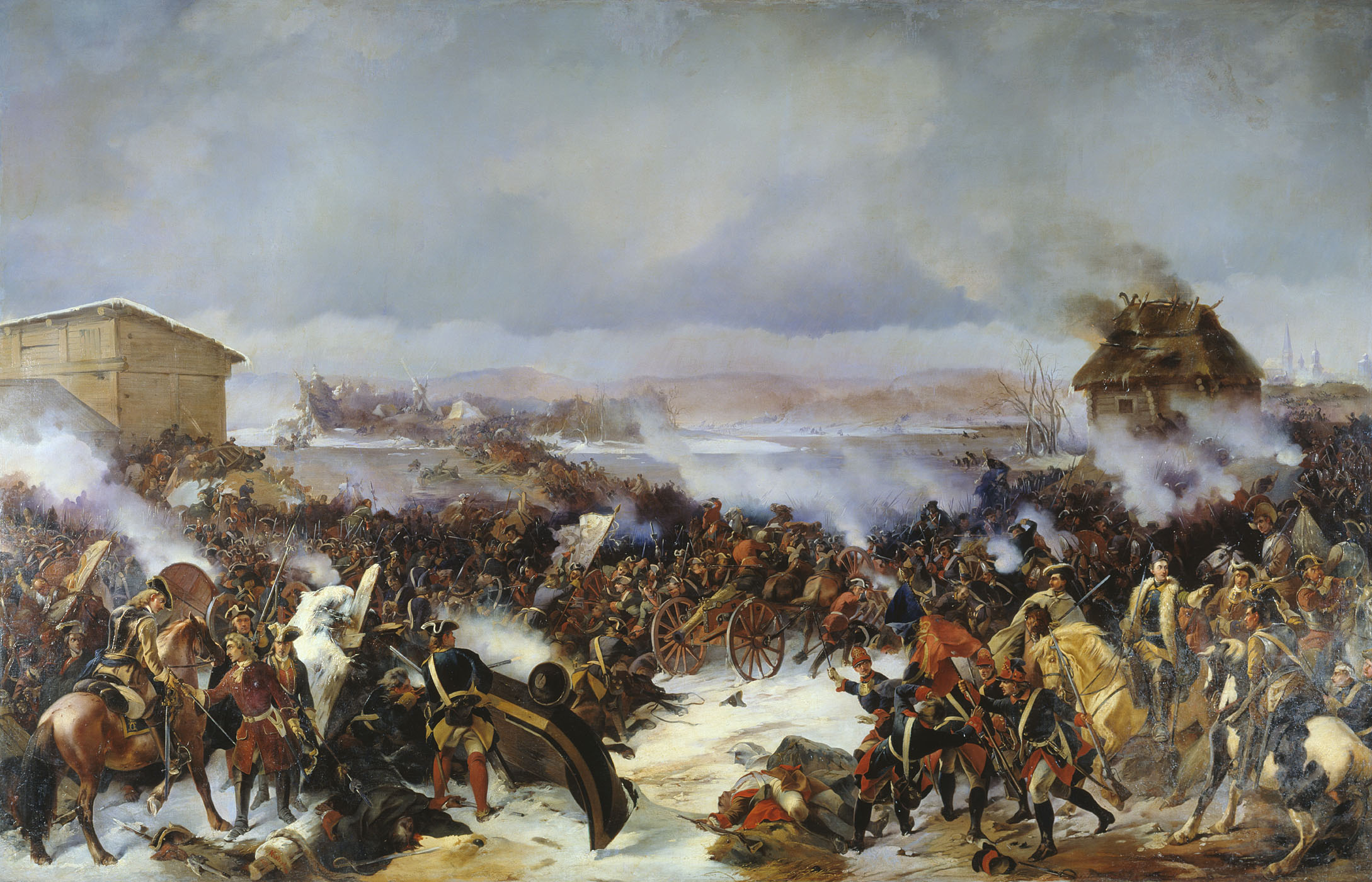
Битва при Нарве
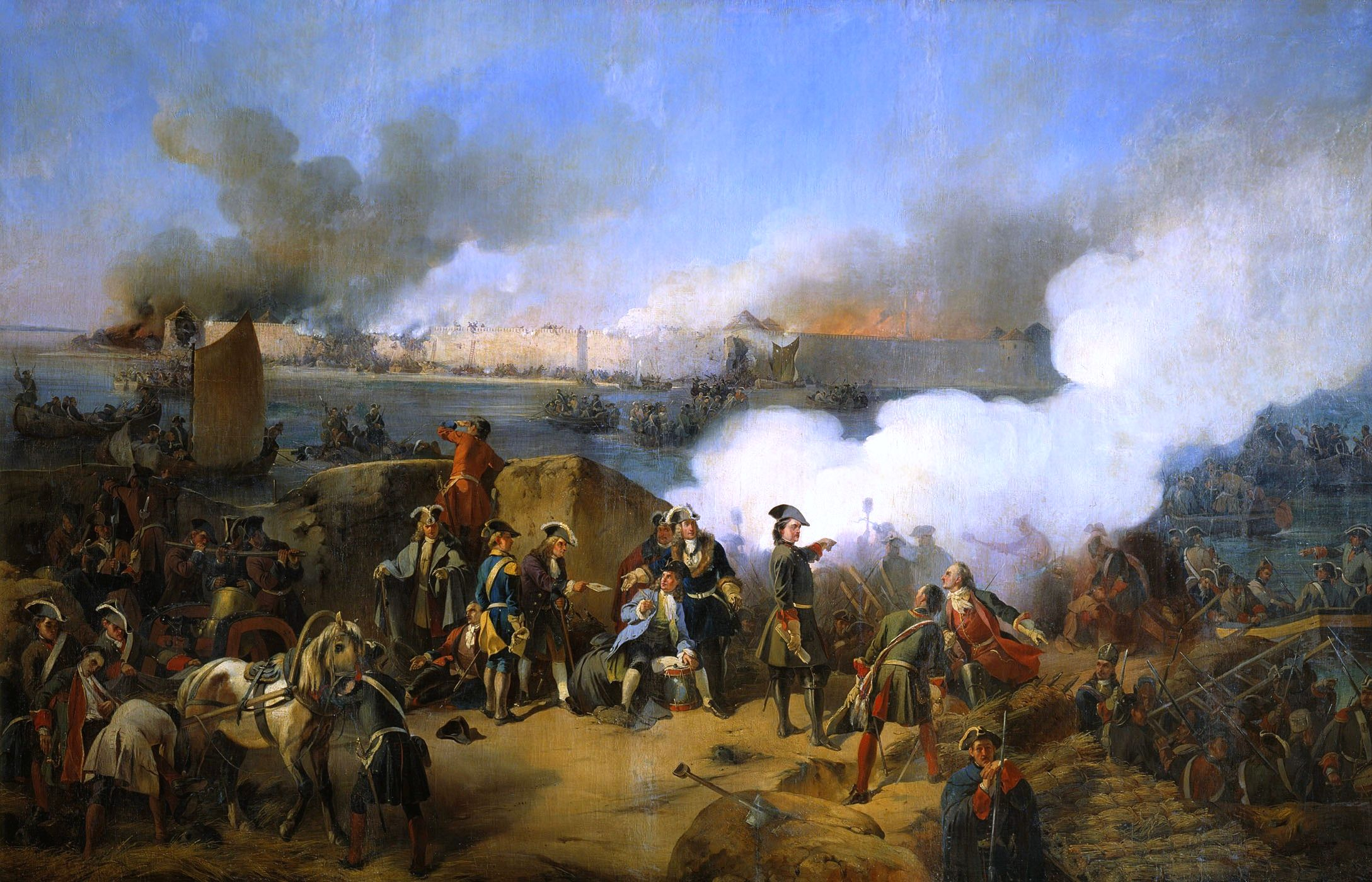
Штурм крепости Нотебург (1846)
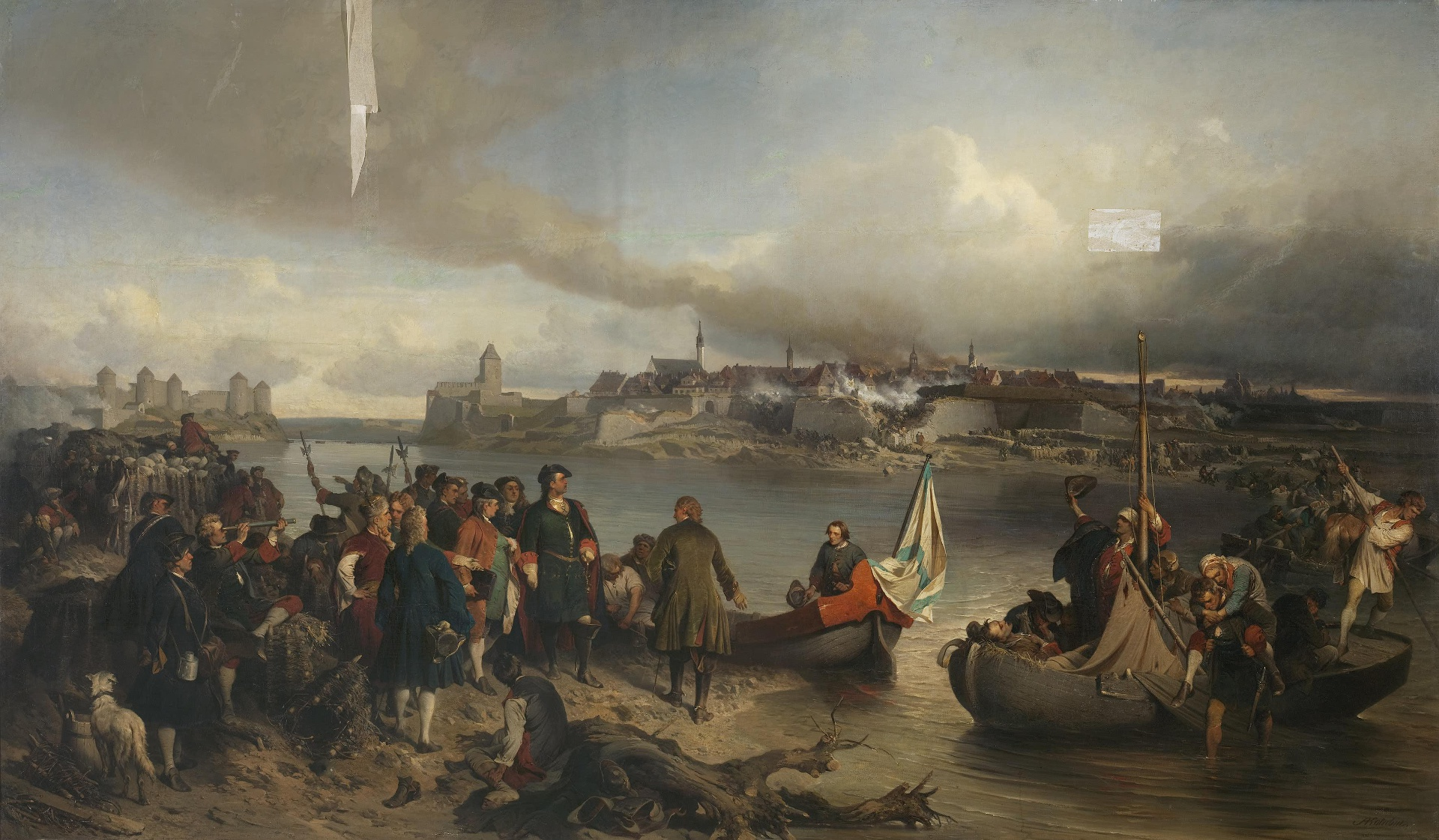
Взятие Нарвы
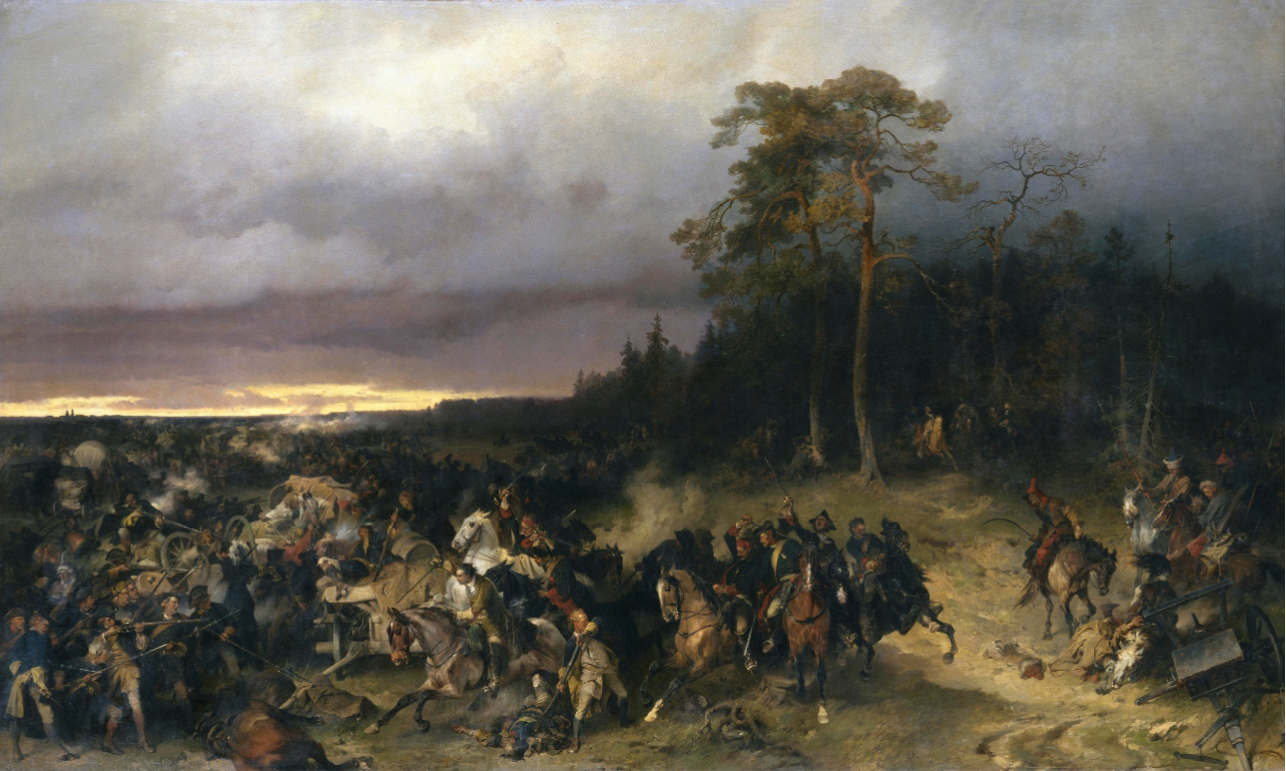
Сражение русских со шведами при деревне Лесной 28 октября 1708 года
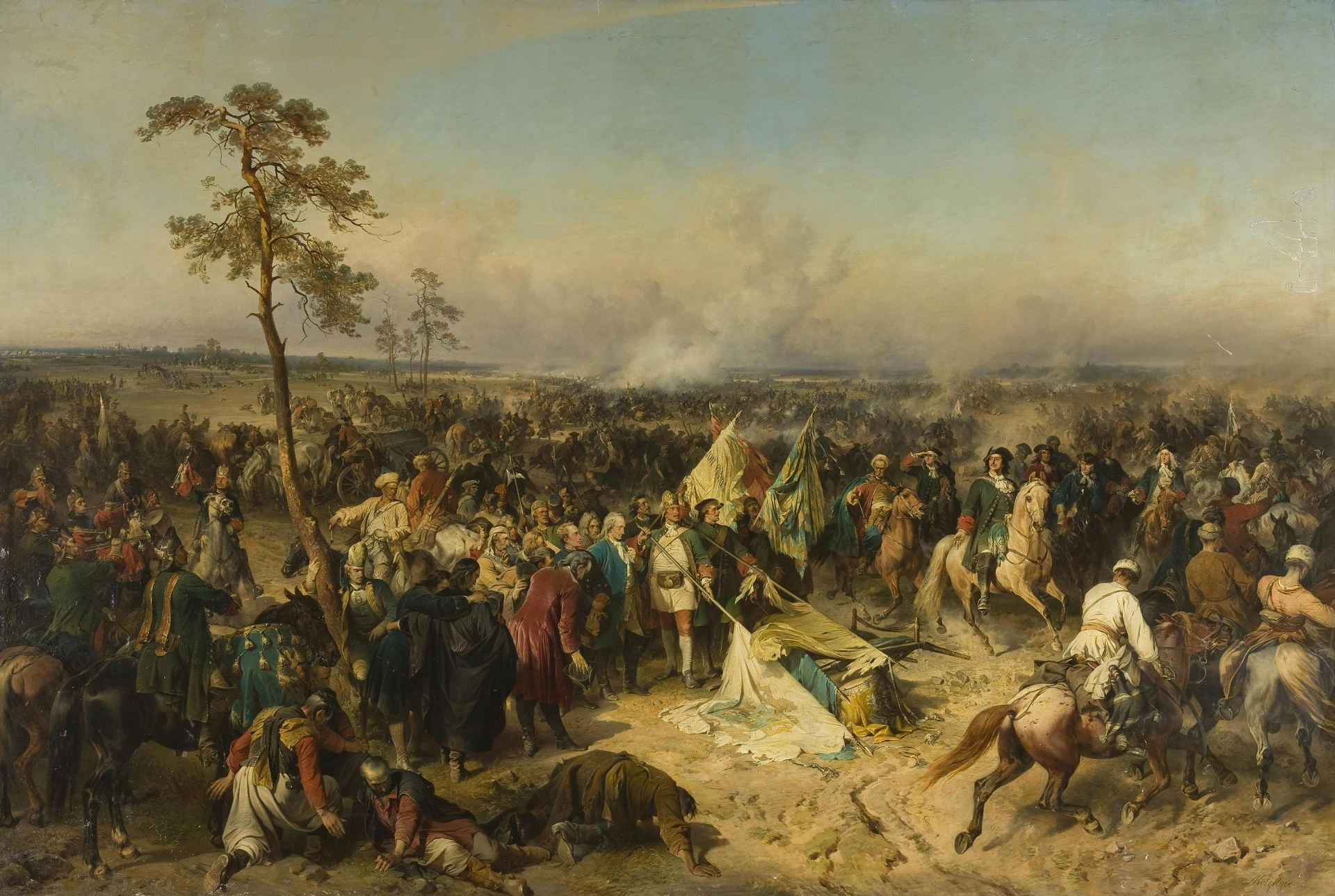
Полтавская победа
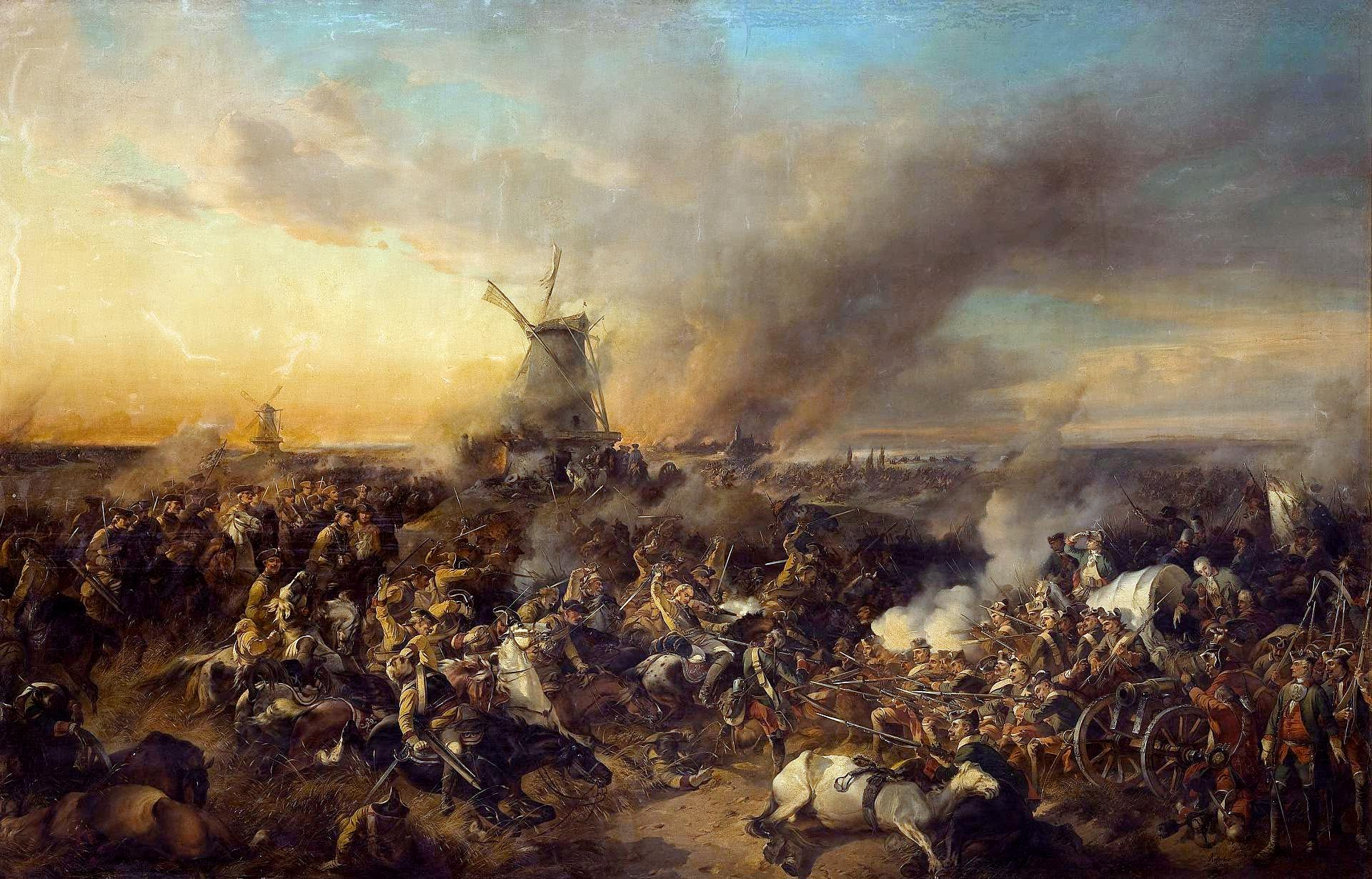
Цорндорфское сражение (1852)
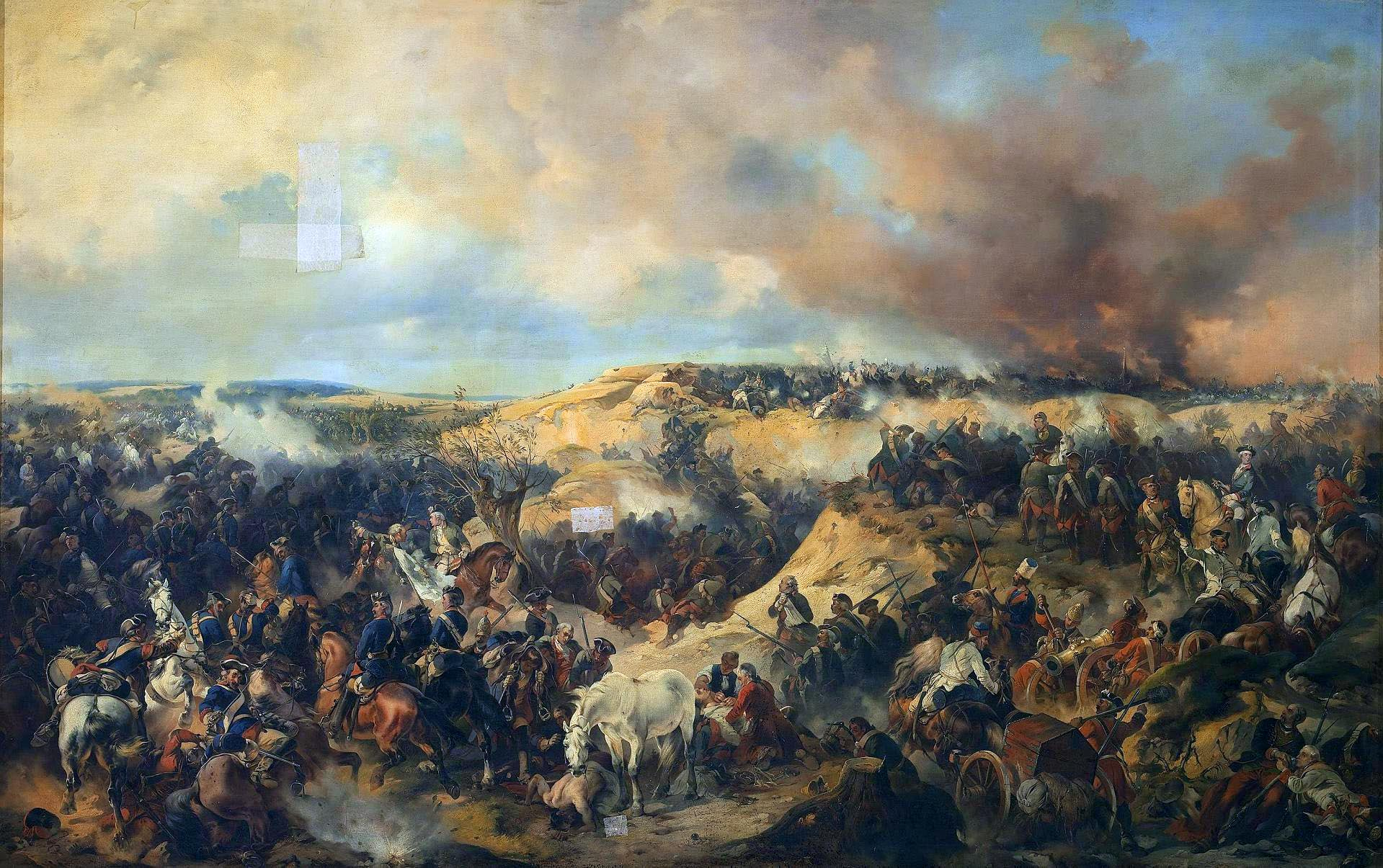
Сражение при Кунерсдорфе (1848)
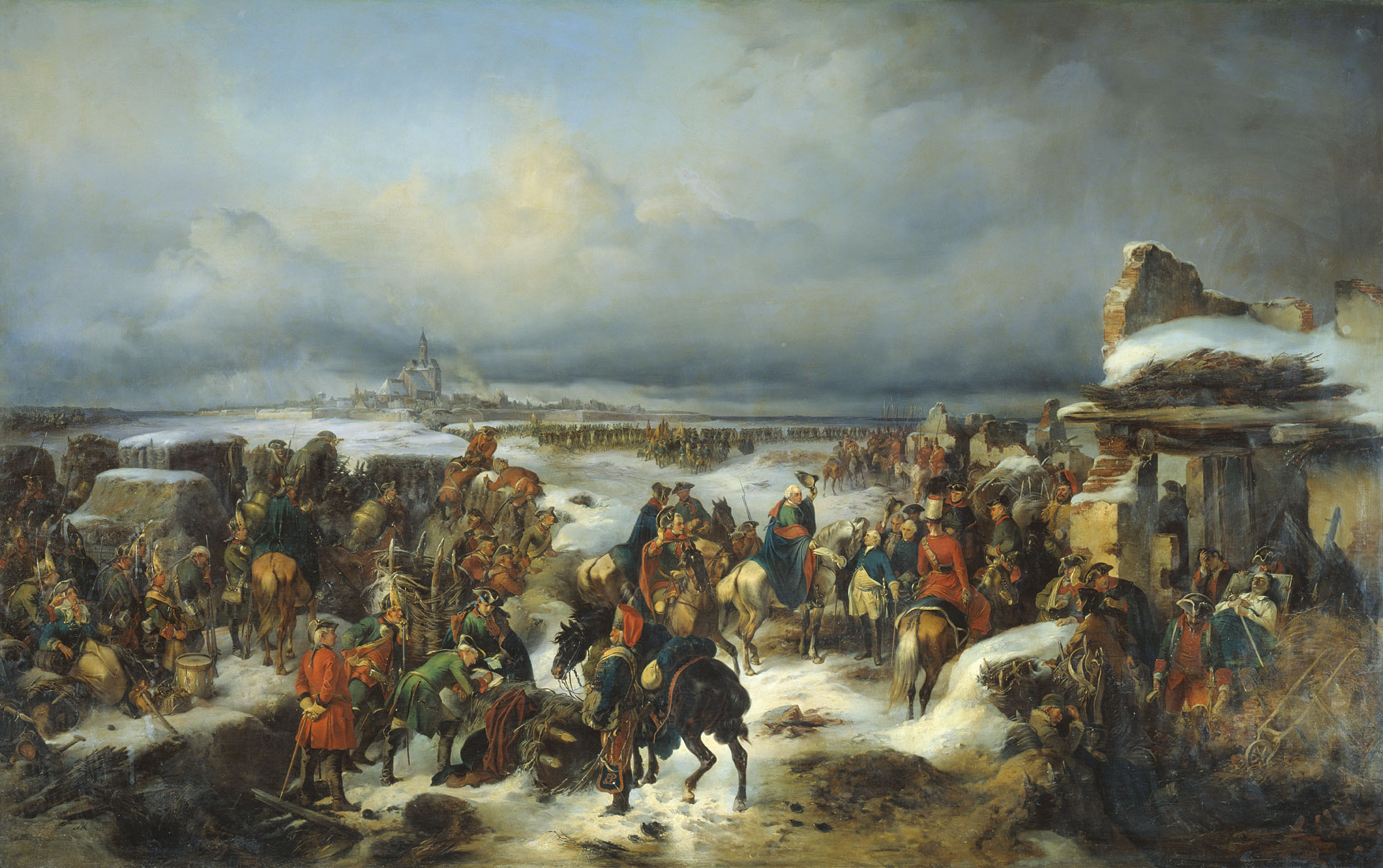
Взятие Кольберга
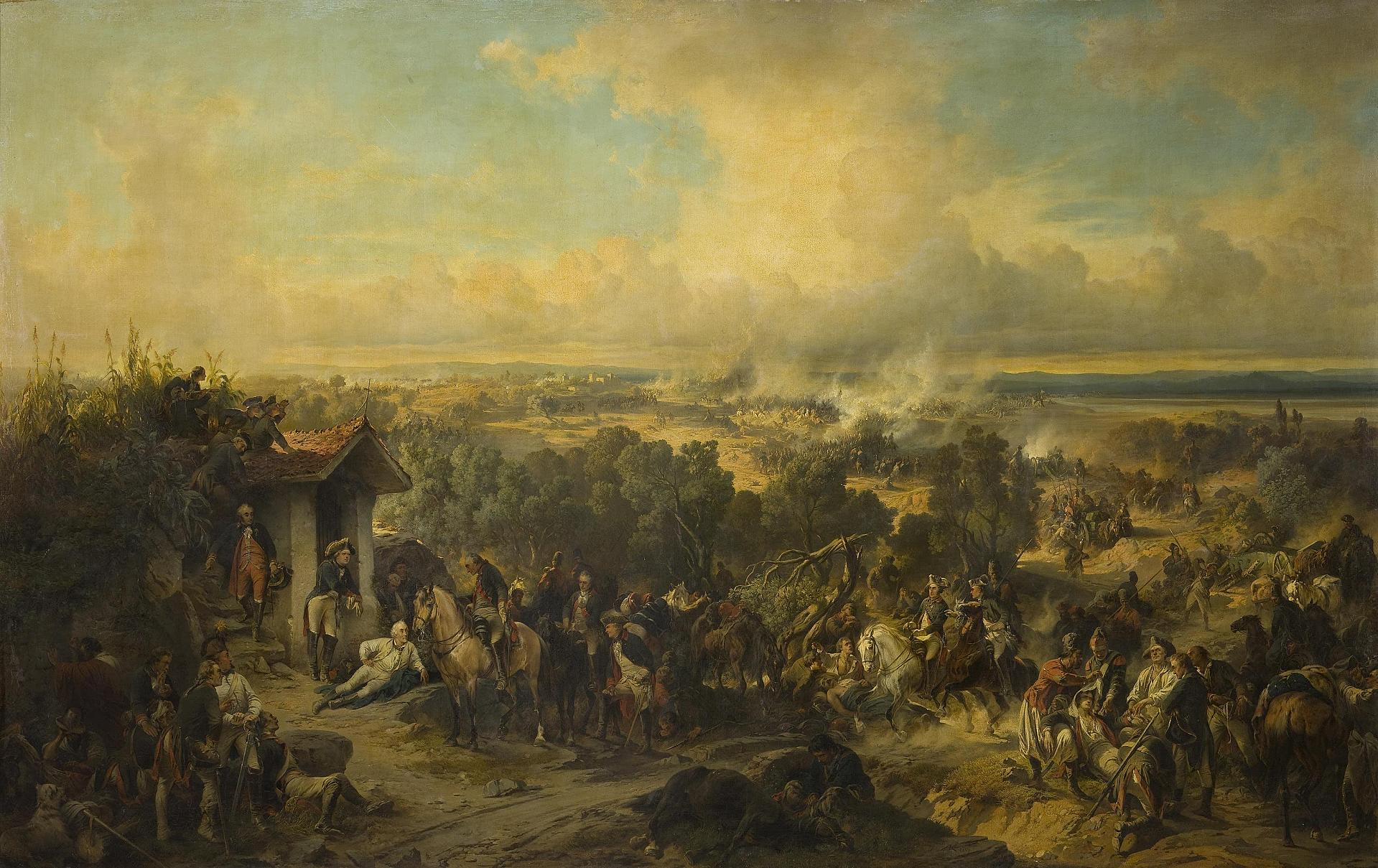
Битва при Треббии
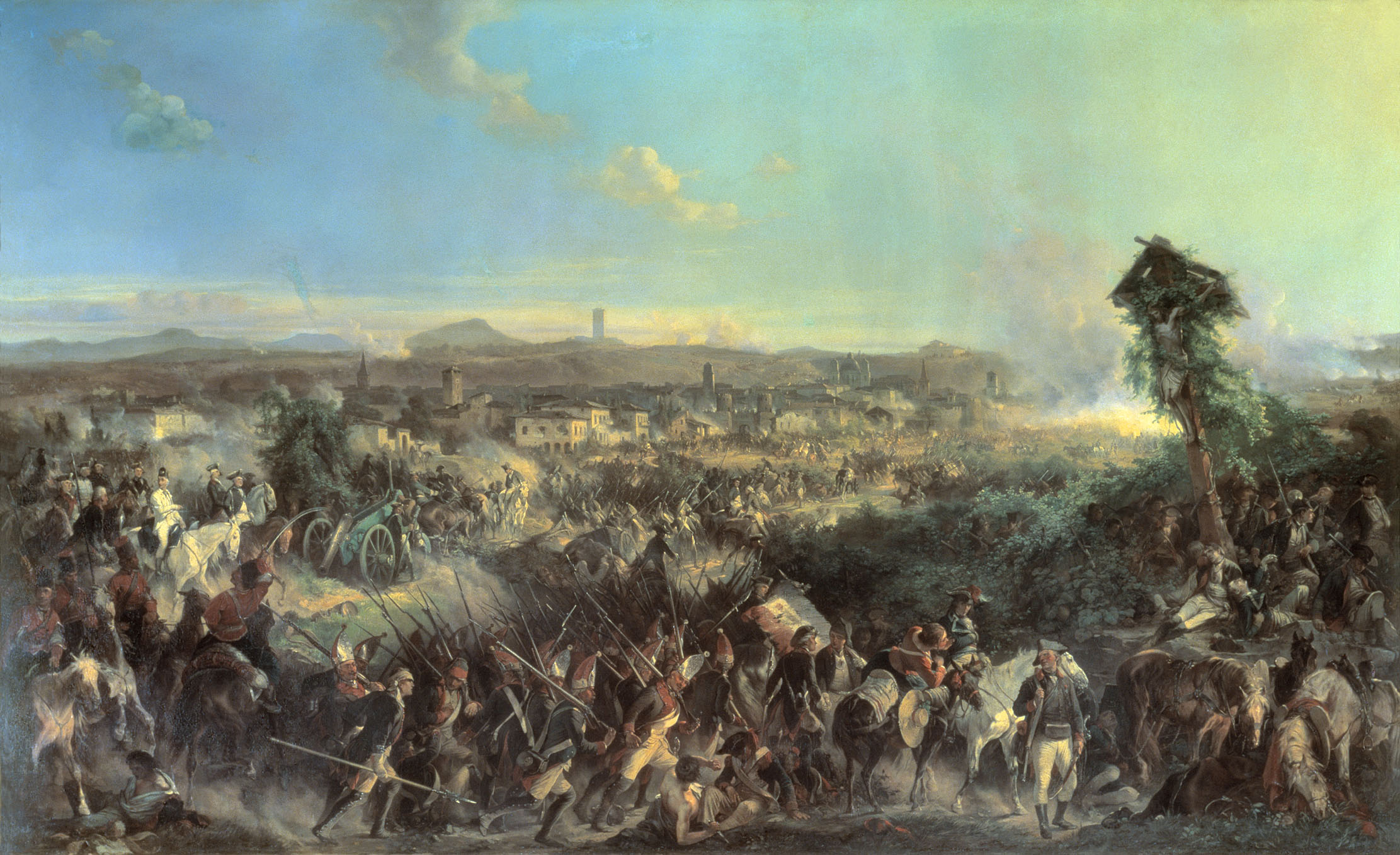
Битва при Нови
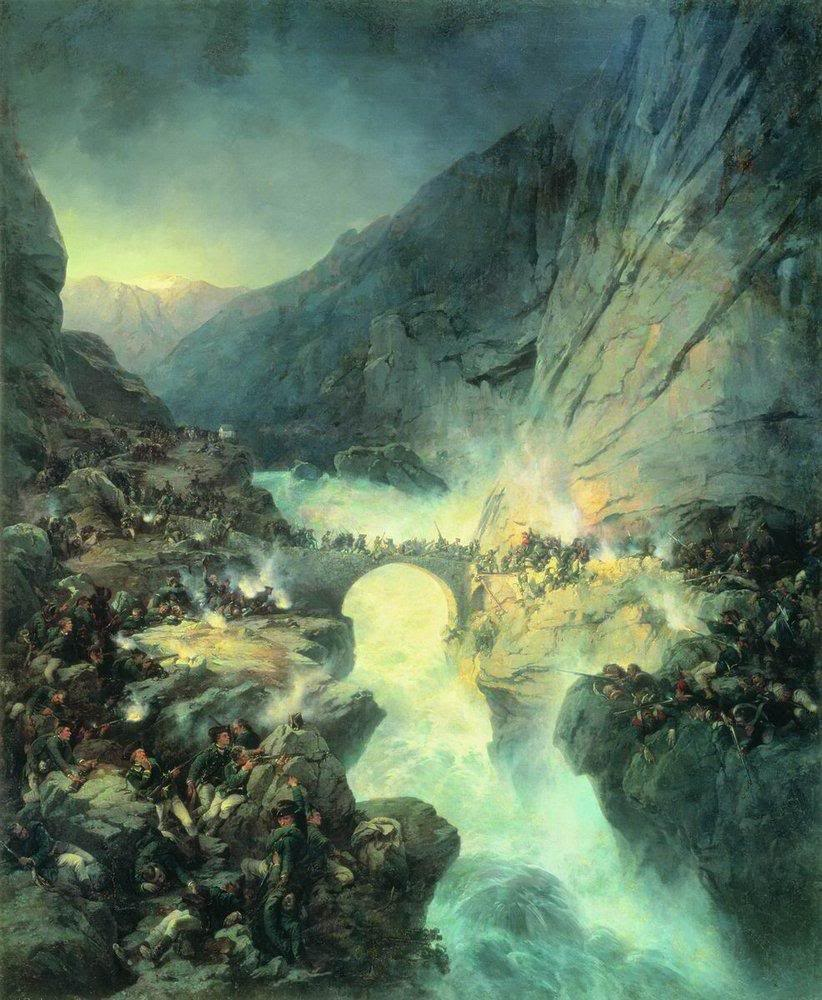
Бой на Чёртовом мосту
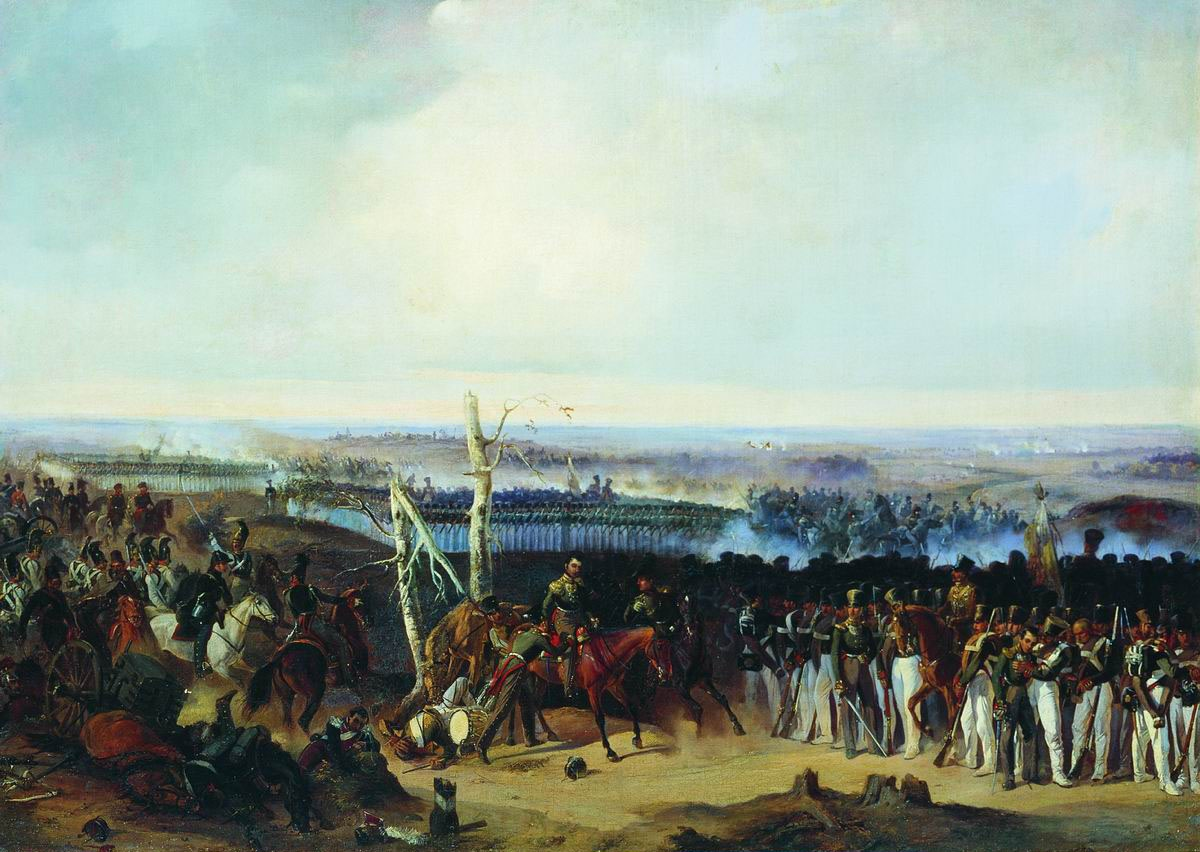
Лейб-гвардии Измайловский полк в Бородинском сражении
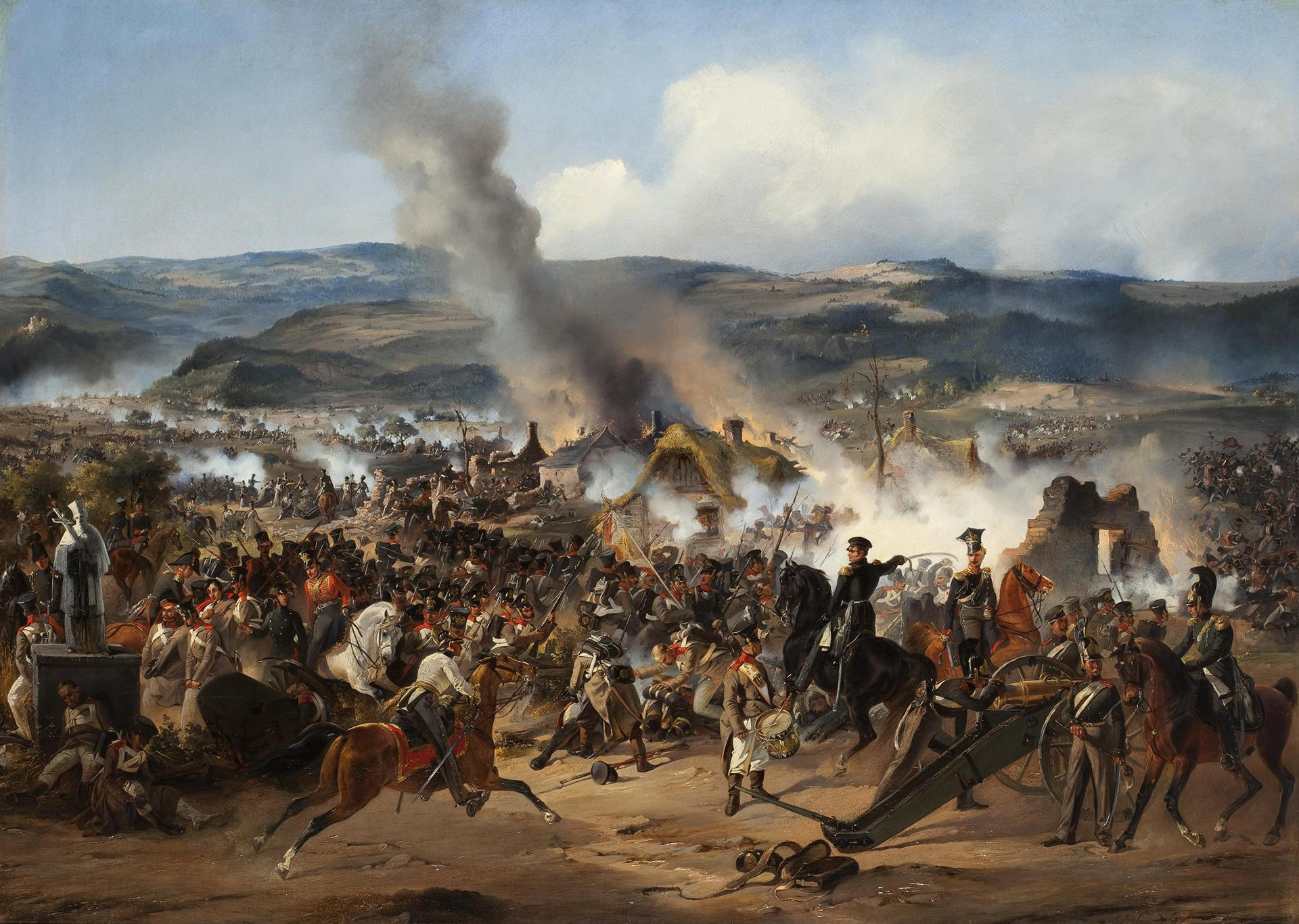
Сражение при Кульме